# Хеберлин, Эрнст-Юстус

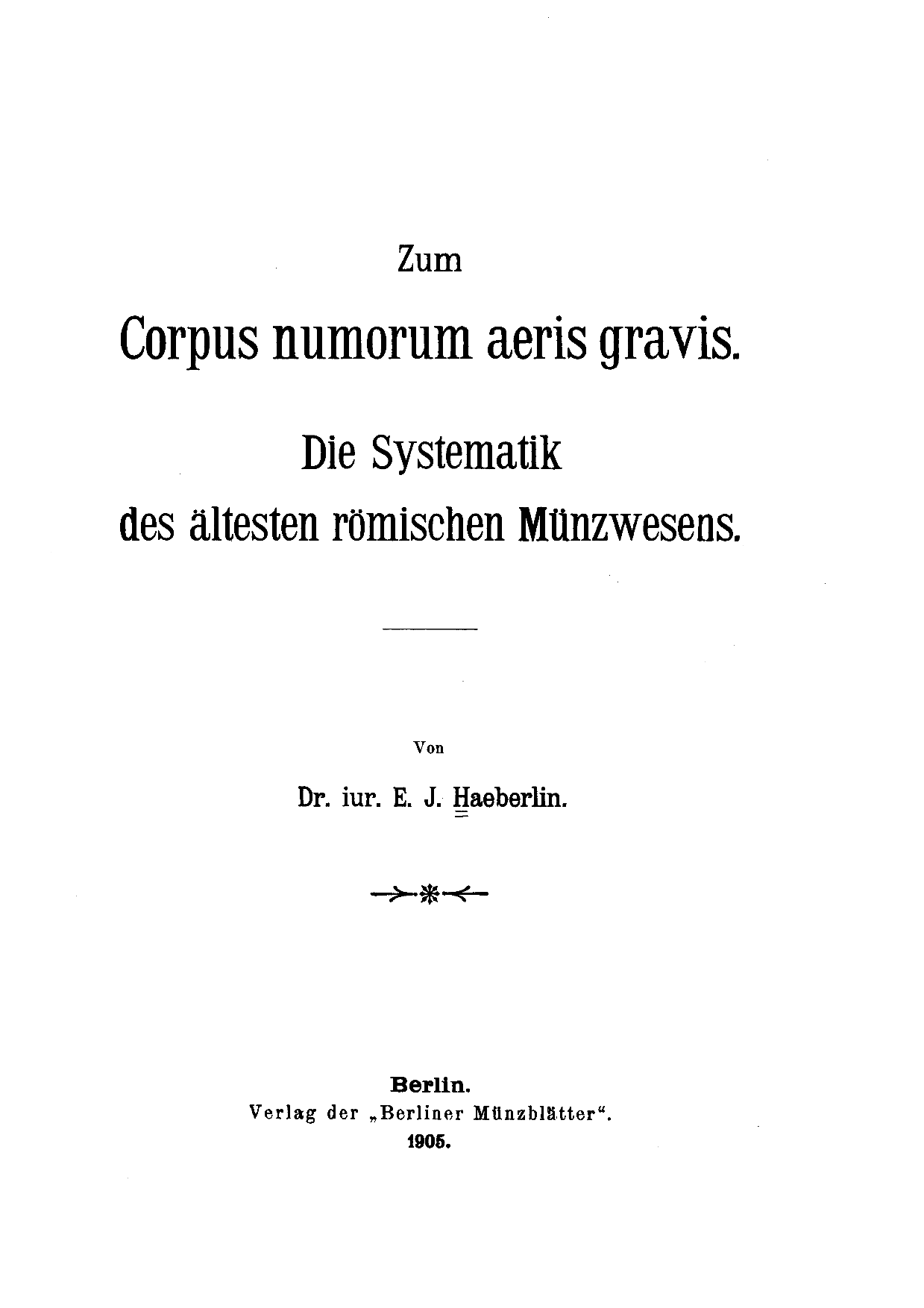
Обложка книги «Die Systematik des älteren römischen Münzwesens», издание 1906 года

Эрнст-Юстус Хеберлин (нем. Ernst Justus Haeberlin, 19 июня 1847, Франкфурт-на-Майне — 5 декабря 1925, Франкфурт-на-Майне) — немецкий юрист и нумизмат.
Его отец владел коллекцией монет и привил интерес к коллекционированию сыну.
Работая адвокатом, уделял немало времени нумизматике, специализируясь преимущественно на изучении монет Римской республики. Был сооснователем созданного в 1906 году Франкфуртского нумизматического общества.
Владел значительной коллекцией римских монет, которая после его смерти была распродана. Часть его коллекции, в том числе Aes grave, находится ныне в Монетном кабинете Берлина.

## Избранная библиография
- Die Systematik des älteren römischen Münzwesens. — In: BM. 26/27, 1905—1906;
- Aes grave. Das Schwergeld Roms und Mittelitaliens, 2 Bde. — Frankfurt a. M., 1910.